# 職業高爾夫球手
職業高爾夫球手（英語：Professional golfer），是以高爾夫球為職業，以賺取收入的運動員。在高爾夫球界，職業運動員與業餘運動員的區分受到嚴格監管。違反了規則的業餘運動員會被褫奪業餘資格，從而無法參與業餘賽事，直到其業餘資格被恢復為止。

## 歷史
職業運動員與業餘運動員的區分源於社會階級的觀念。18、19世紀的英國，高爾夫球是富豪或貴族的玩意，早期的職業球手都是工人階級，當球僮、打理草地、製造球桿、參加挑戰賽以賺取微薄收入。高爾夫球熱潮傳至美國之初，其精英運動形象仍然被保留下來。直到沃爾特·哈根的出現，高爾夫比賽的獎金都不足以職業球手糊口。
時至今日，階級觀念已經不再相干，高爾夫球已經是相對負擔得起的運動，大部分職業球手都來自中產家庭。在錦標賽領先的高爾夫球手，其獎金非常可觀，亦因而晉身上流社會之列。

## 規則
根據英國皇家古老高爾夫俱樂部（The R&A）及美國高爾夫協會的規定，業餘球手每年收入的上限分別為500英鎊及750美金。如收入超過這金額，他會被視為職業球手。

## 職業高爾夫球手的分類
職業高爾夫球手大致可以分為兩個類別：
1. 絕大部分的職業球手都從事教練、球場管理、經營高爾夫球具生意等工作。
2. 小部分的職業球手則專門打比賽，賺取賽事獎金及品牌贊助作收入[5]。